# Abdelbaki Sahraoui
```
Abdelbaki Sahraoui
 (
Constantina
, 
28 de agosto
 de 
1910
 - 
12 de julho
 de 
1995
, 
Paris
) foi um 
xeque
 e 
imame
 
argelino
, um dos fundadores da 
FIS
 (Frente Islâmica de Salvação).
```

Foi abatido em Paris na sua mesquita (designada "Calide ibne Ualide"), localizada na rua Myrha. Ahmed Omar, de 32 anos, mestre-auxiliar que tentou intervir, também foi morto. Abdelbaki Sahraoui fora já ameaçado pelo GIA (Grupo Islâmico Armado). Os dois assassinos nunca foram identificados.